# イエローストーン国立公園
イエローストーン国立公園（イエローストーンこくりつこうえん、英語: Yellowstone National Park）は、アイダホ州、モンタナ州、及びワイオミング州に位置するアメリカ合衆国の国立公園である。1872年に世界初の国立公園に指定されており、ワイオミング州北西部を中心として3470平方マイル（8980平方キロメートル）にわたる。この国立公園には様々な間欠泉や温泉、地熱による観光スポットが散在していることで有名であるが、グリズリーやオオカミ、アメリカバイソン（バッファロー）やワピチ（エルク）の群れが生息していることでも知られる。ここは地上に残された数少ない手付かずの巨大温帯生態系の一つであるイエローストーン圏生態系の中心になっている。アメリカで最も人気のある国立公園で、2015年には410万人の観光客が訪れた。

## イエローストーン火山

### 概要

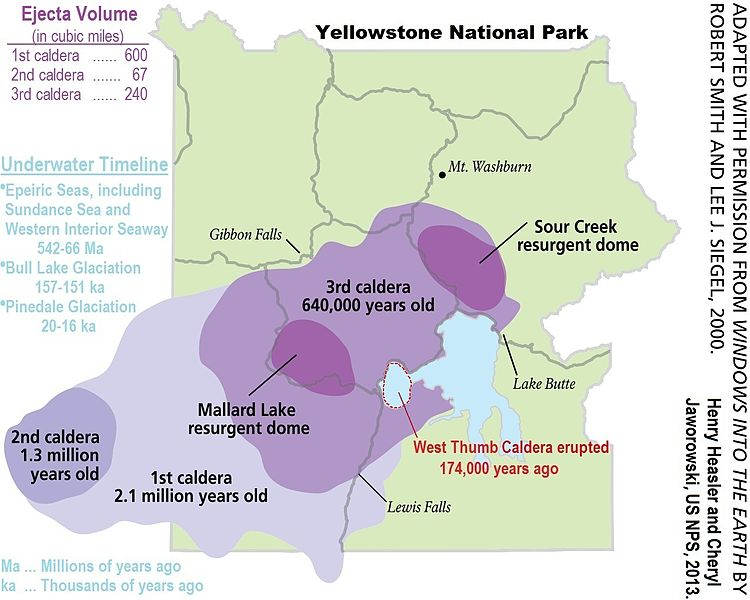
イエローストーン国立公園の大部分は重なり合う3つのカルデラからなる

噴火によって噴出したテフラの量を視覚的に示した図。一番下の円は1815年のタンボラ山噴火。イエローストーンの噴火史の中では比較的小さいとされる64万年前の噴火でもこれより遥かに大きい。

イエローストーン地区は北アメリカ大陸最大の火山地帯である。2015年現在、数百カ所から熱水を噴き上げている。2014年には、1900回以上の地震を記録した。イエローストーン火山の根源となるホットスポットは地殻に固定されているが、イエローストーン国立公園を乗せた北アメリカプレートは南西方向に1年間に約4センチメートル移動しているので、イエローストーンの南西方向にはプレートの動きに平行して多くの噴火口跡が存在する。最古の噴火口は1800万年前のものである。イエローストーン国立公園では1890年以来、温泉や間欠泉で大火傷を負うなどして少なくとも22人が死亡している。

### 火山活動の歴史
巨大カルデラの形成を伴う超巨大な噴火が約210万年前、約130万年前、約64万年前の計3回起きたことが知られる。最後のカルデラ噴火は64万年前であるが、その噴火は比較的小さな噴火であったにも拘らず、セント・ヘレンズ山の1980年の噴火の1000倍の溶岩が噴出し、火山灰の地層はメキシコ湾に達する範囲で観察されている。直径60キロメートルの火口が形成され、1500キロメートル離れた場所でも3メートルの火山灰が堆積し、現在のアメリカ合衆国の面積の半分を覆ったとされる。210万年前の噴火では、ギャラティン山脈の南側長さ80キロメートルの部分が吹き飛び、噴火後はカルデラ内の平地となった。それ以外にも小規模な噴火は約7万年前まで続いたが、その後は噴火は起きていない。

### 近年の火山活動
アメリカ地質調査所は、2004-2006年にかけてイエローストーン公園の東西80キロメートル南北30キロメートルの範囲で地盤が最大12センチメートル上昇したことを報告している。これはそれまで観察されなかった現象で、その後も地盤の上昇が継続している。アメリカ地方紙デンバーポストは、米国地質監査局のリーズ地質科学者が、1999年にイエローストーン公園内の湖の底で高さ30メートル以上、長さ700メートルの巨大な隆起を発見したと伝えている。ノリス間欠泉地帯は、最も人気がある観光スポットだったが、地面の温度が100度を超えた地点が出たり、新しい間欠泉が出現し、遊歩道まで熱泥が溢れ出したため、2003年に立ち入り禁止となった。
2015年に発表されたユタ大学の過去45000回の地震を解析した研究では、イエローストーンの地下20キロメートルから50キロメートルまでに、東西80キロメートル南北40キロメートル（容積は約4.6万立方キロメートル）の世界最大のマグマだまりがあるとされ、ホットプルームからのマグマの供給を受けている。そのマグマだまりに貯蔵されたマグマは、カルデラ直下にある別のマグマだまり（1万立方キロメートル）に入る。これらの推定は、研究者がそれまで知られていたものよりも深い場所にあるマグマだまりに原因があると考えていた、イエローストーンから毎日放出されていた45トンもの二酸化炭素の説明において重要である。

### 今後予想される噴火
イエローストーンは60-70万年前毎の周期で巨大噴火を起こしており、前回の巨大噴火より既に60万年が経過しているので、いずれ近いうち（近いといっても地質学的時間スケールであって数千年から数万年）に巨大噴火が起こることが予想されている。噴火の規模は最悪ピナトゥボ山の噴火（1991年）の100倍以上の規模になるとされる。
ユタ大学イエローストーン火山観測所のボブ・スミス所長によれば、超巨大噴火が起きた場合、イエローストーン国立公園は完全に消えてなくなるという。イギリスの科学者によるシミュレーションでは、もし破局噴火が起きた場合、3-4日内に大量の火山灰がヨーロッパ大陸に着き、米国の75%の土地の環境が変わり、火山から半径1000キロメートル以内に住む90%の人が火山灰で窒息死し、地球の年平均気温は最大10度下がるという。

## 沿革
この地域と人との関りは1万2千年前にまで遡り、地域内の大峡谷周辺の鉄分を含む黄色い石の存在から、インディアン達に“Mitzi-a-dazi”（「黄色い石のある川」の意）として知られていた（黄色い色は一般に信じられている様に硫黄分の色ではなく、熱水作用によって変色した鉄分の色である）。
イエローストーン地区で産出される黒曜石は、一帯で狩猟していたインディアン達によって石鏃やナイフとして利用されていた。それらは遠くミシシッピ川周辺でも発見されており、イエローストーン周辺で生活していた部族と、はるか東方の部族との交易を示唆する物とされている。
1806年にルイス・アンド・クラーク探検隊を離れて猟師達に加わった元隊員のジョン・コルターが、非インディアンとして初めてこの地域を訪れたとされている。その後、クロウ族とブラックフット族の戦いに巻き込まれて負った重傷の床で、彼はこの地を「火と硫黄」の地であると述懐した。しかしこの記述は熱に冒されていたためのうわごとだと捉えられ、人々はその土地の事を「コルターの地獄」と呼んだ。
1857年にイエローストーン地区を探検したジム・ブリッジャーは沸騰する泉や空高く飛び出す水、ガラスや黄色い石で出来た山の事を人々に話したが、ブリッジャーは法螺吹きとして通っていた為にほとんど信じてもらえなかった。しかし彼の話に興味を持った探険家兼地質学者のフェルディナンド・ヴァンデヴィア・ヘイデン（en:F.V. Hayden）は、1859年にブリッジャーとアメリカ陸軍測量官のレイノルズを伴って2年の予定でミズーリ川上流の測量の旅に出かけた。一行はイエローストーン地区の入り口まで達したが、豪雪のために先に進めなかった。更に南北戦争のために探検は中止を余儀なくされ、ヘイデンが探検を再開するのは11年後になる。
モンタナ州測量長官ヘンリー・ウォシュバーン率いる探検隊は、後にイエローストーン国立公園初代管理官となったナサニエル・ラングフォードや陸軍派遣隊司令官グスタフ・ドーンと共に1870年に1ヶ月間イエローストーン地区を探検。地域の山などを名付け、標本を持ち帰った。
1871年、ヘイデンは政府支援により大規模な2度目の探検隊を率いてイエローストーン地区に赴いた。ヘイデンはイエローストーンの総括報告書をまとめ、その中にはウィリアム・ヘンリー・ジャクソンによる写真や、トーマス・モランによる絵が含まれていた。このレポートによって議会はイエローストーン地区をオークションにかけて売却する案を変更し、1872年3月1日にユリシーズ・グラント大統領はイエローストーン国立公園を設立する法案に署名した。
1872年に世界で最初の国立公園として指定される。1976年にユネスコの生物圏保護区に（グランドティトン地域と共同）、1978年に世界遺産に登録された。
隣接する保留地（Reservation）を持つショーショーニー族、バンノック族などは、伝統文化としてのバッファロー狩りを19世紀末に合衆国政府から禁止されてきたが、長年の要求運動によって1990年代に狩猟権を回復し、現在、イエローストーン内でのバッファロー狩りを年に数度行っている。
20世紀前半に平原オオカミが白人牧場主による組織的な駆除によって絶滅し、公園内の生態系のバランスが崩れていたが、周辺のインディアン部族の粘り強い復活請願が実り、1995年より人間の手で生態系への再導入が行われ、生態系の再構築に成功した。この再導入は違法であるという判決が一時下されたものの、控訴審でその判決が覆された。ネ・ペルセ族が要請を受け、オオカミの管理育成にあたっている。

## 動物

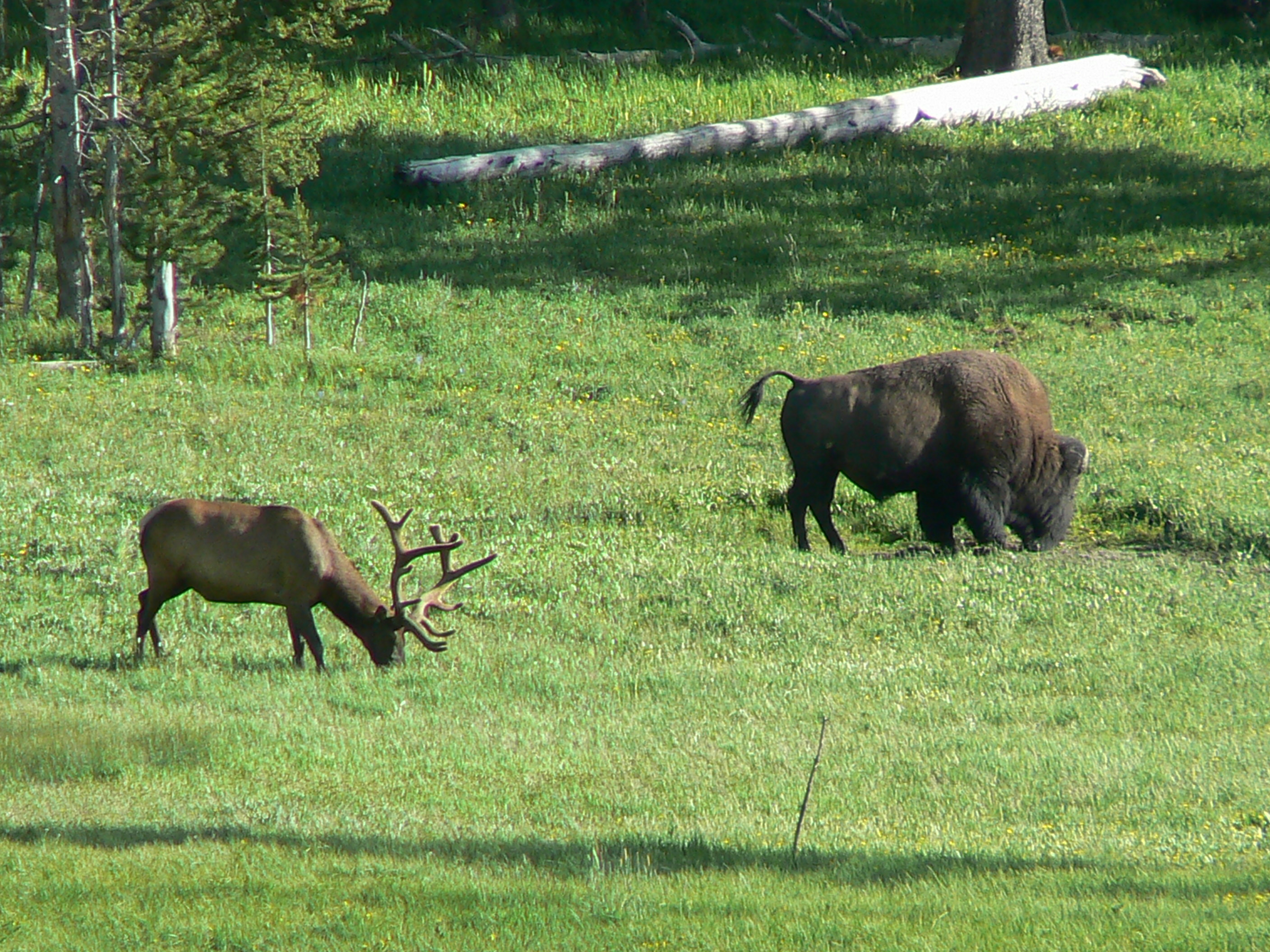
草を食むバイソンとアカシカ

バッファロー（バイソン）やアメリカアカシカ（エルク）は公園内に豊富に生息している。プロングホーン（北米カモシカ）やコヨーテはラマー・バレー付近で頻繁に見かけられる。熊の数は多くはないが、それでもハイイログマは約750頭以上生息している。2010年から2015年の間に国立公園内でハイイログマに襲われて6名が亡くなっている。
公園当局は、バイソンやヘラジカ、オオツノヒツジ、シカ、コヨーテなど大型の動物からは25メートル以上、クマやオオカミからは100メートル以上の距離を保つよう呼び掛けている。
駆除によって絶滅したオオカミの再導入が1995年から実施された。

## 地理
大きく5つの地域に区分できる
- ガイザー・カントリー

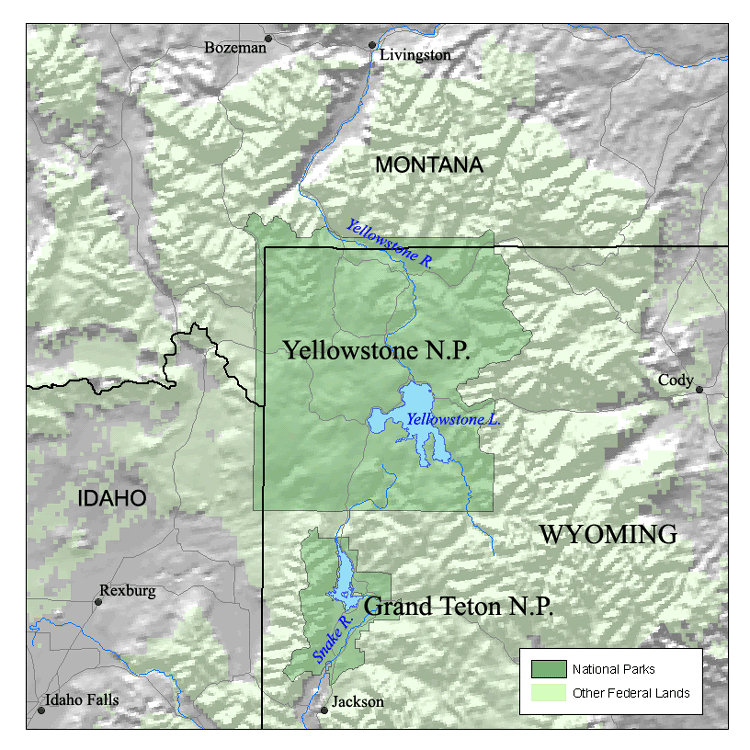
イエローストーン国立公園（濃緑・中央部）及び周辺の連邦政府所有地（薄緑）。

  - イエローストーンのシンボルになっている間欠泉、オールド・フェイスフル・ガイザー
- マンモス・カントリー
  - テラスマウンテン
- ルーズベルト・カントリー
  - タワー滝
- キャニオン・カントリー
  - イエローストーン大峡谷
  - アッパー滝とロウアー滝
  - ノースリム
- レイク・カントリー
  - イエローストーン・レイク

## 自然

### 滝
- ケーブ・フォール (Cave Falls 35フィート/11メートル)
- デュナンダ・フォール (Dunanda Falls 110フィート/36メートル)
- ケィゼル・フォール (Quzel Falls 235フィート/72メートル)
- コロネード・フォール (Colonnade Falls 100フィート/30メートル)
- ファイアホール・フォール (Firehole Falls)
- ムース・フォール (Moose Falls)
- ルイス・フォール (Lewis Falls 29フィート/9メートル)
- ユニオン・フォール (Union Falls 260フィート/79メートル)
- ミスティック・フォール (Mystic Falls)
- フェアリー・フォール (Fairy Falls)
- ギボン・フォール (Gibbon Falls 84フィート/26メートル)
- ウンディーネ・フォール (Undine Falls)
- レイス・フォール (Wraith Falls)
- タワー・フォール (Tower Fall)
- ロワー・フォール (Lower Falls)
- アッパー・フォール (Upper Falls)
- ケプラー・フォール (Kepler Cascades)

### 泉

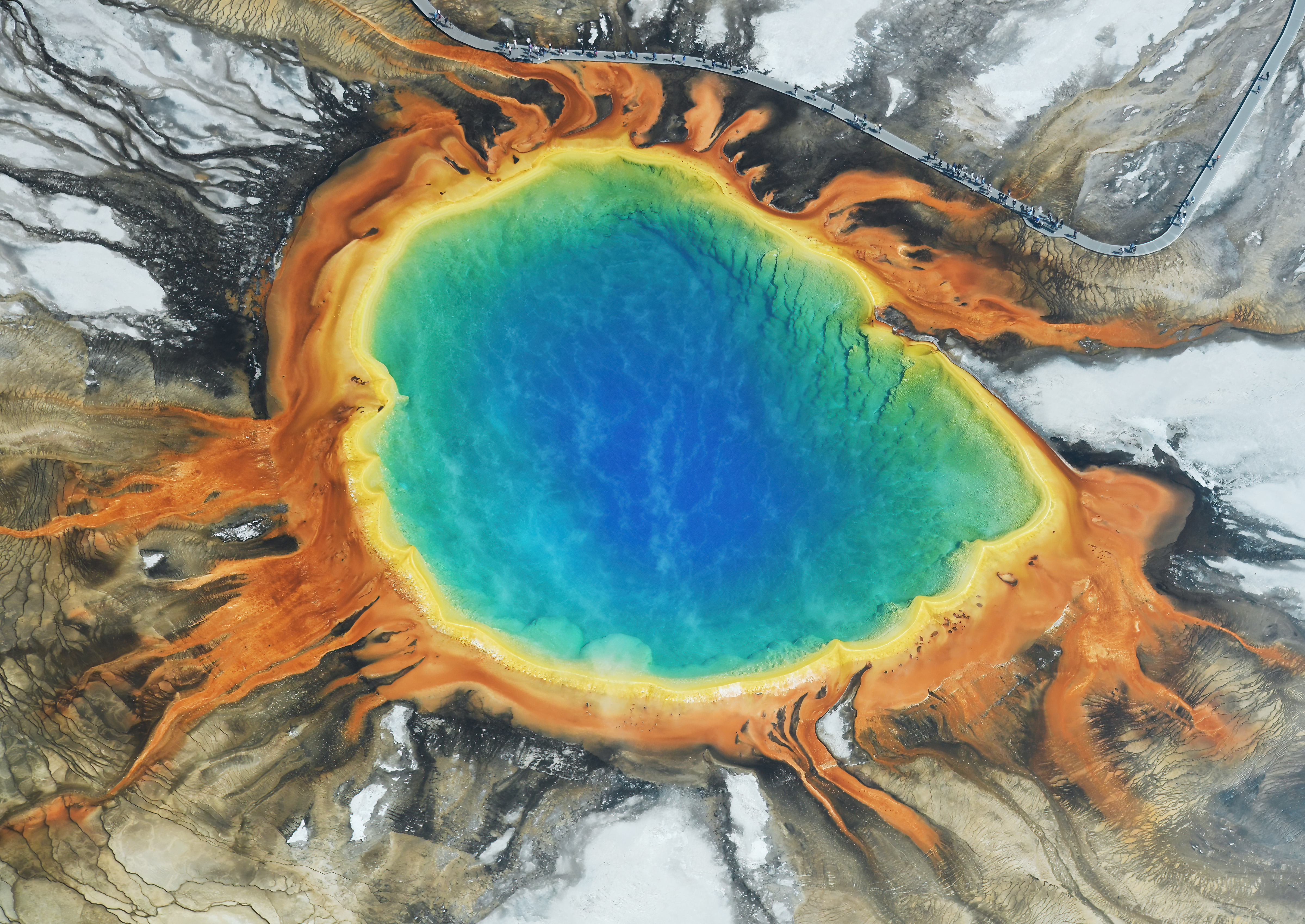
グランド・プリズマティック・スプリング。周辺の緑・黄・赤・オレンジの色は、湖
に生息するバクテリアによって作り出されている。中心部は高温の為バクテリアが生息できず、青色になっている。

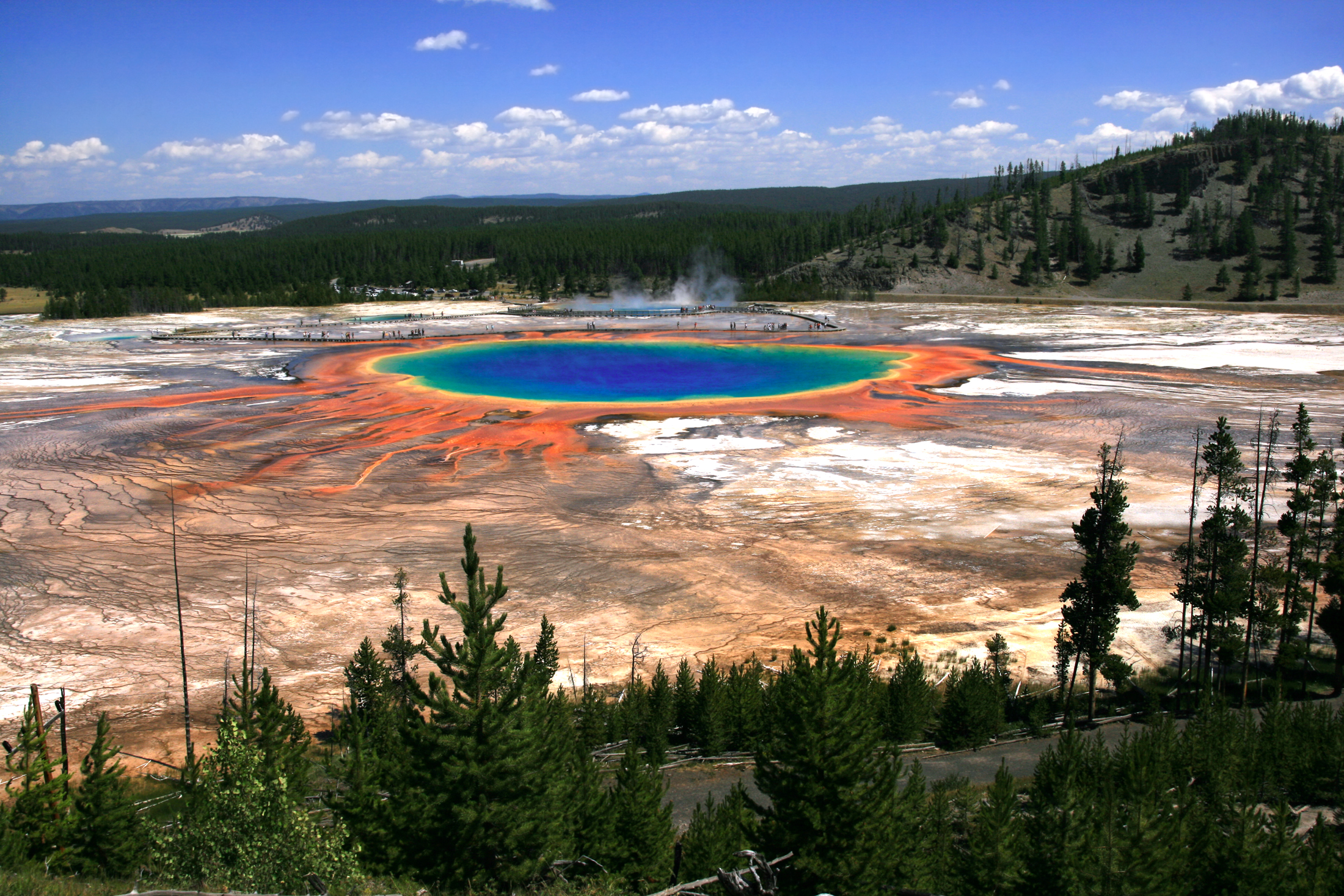
グランド・プリズマティック・スプリング

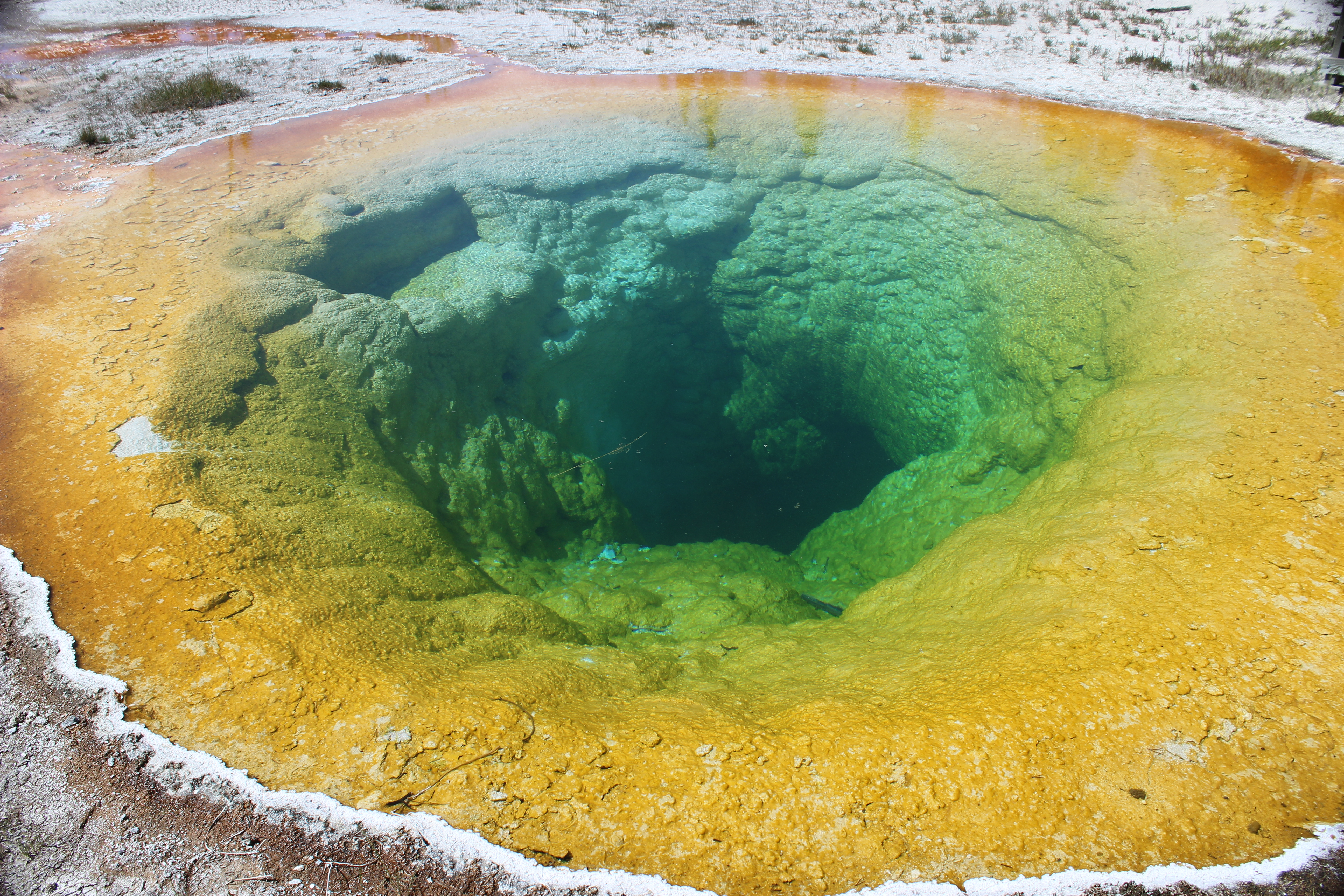
モーニンググローリープール

- ベリル・スプリング (Beryl Spring)
- グランド・プリズマティック・スプリング (Grand Prismatic Spring)
- モーニング・グローリー・プール (Morning Glory Pool)

### 湖
- イエローストーン・レイク (Yellowstone Lake -400フィート/-122メートル) - 北米大陸の山岳湖 （海抜2100メートル以上）として最大。面積は354平方キロメートル。
- ショーショーニ・レイク (Shoshone Lake)
- ルイス・レイク (Lewis Lake)
- デルシオン・レイク (Delusion Lake)
- リデル・レイク (Riddle Lake)
- トレイル・レイク (Trail Lake)
- エレノア・レイク (Eleanor Lake)
- シーヴィン・レイク (Sylvan Lake)
- トービッド・レイク (Turbid Lake)
- フローティング・アイランド・レイク (Floating Island Lake）
- ファントム・レイク (Phantom Lake)
- カスケード・レイク (Cascade Lake)
- グレーブ・レイク (Grebe Lake)
- ウルフ・レイク (Wolf Lake)
- アイス・レイク (Ice Lake)
- ウィート・レイク (White Lake)
- ビーチ・レイク (Beach Lake)
- インディアン・ポンド (Indian Pond)
- ハート・レイク (Heart Lake)
- ビューラ・レイク (Beula Lake)
- ヘリング・レイク (Hering Lake)
- イサ・レイク (Isa Lake)
- スコープ・レイク (Scaup Lake)
- デ・レイシ・レイクス (De Lacy Lakes)
- マラード・レイク (Mallard Lake)
- グース・レイク (Goose Lake)
- メリー・レイク (Mary Lake)
- ニンフ・レイク (Nymph Lake)
- ツイン・レイクス (Twin Lakes)
- グリズリー・レイク (Grizzly Lake)
- ビーヴァー・レイク (Beaver Lake)
- スポーツマン・レイク (Sportsman Lake)
- サミット・レイク (Summit Lake)
- バーファロー・レイク (Buffalo Lake)
- レンジャー・レイク (Ranger Lake)

### 山
- トゥーレット山 (Turret Mountain 1万1063フィート/3351メートル)
- テーブル山 (Table Mountain)
- イーグル山 (Eagle Peak 1万1358フィート/3462メートル)
- コルター山 (Colter Peak 1万683フィート/3256メートル)
- シュルツ山 (Mount Schurz 1万1139フィート/3395メートル)
- スティーヴンソン山 (Mount Stevenson 1万352フィート/3155メートル)
- ドーン山 (Mount Doane 1万656フィート/3248メートル)
- ラングフォード山 (Mount Langford 1万774フィート/3284メートル)
- トップ・ノッチ山 (Top Notch Peak 1万238フィート/3121メートル)
- ギズリー山 (Gizzly Peak 9948フィート/3032メートル)
- レシーヴェーション山 (Reseivation Peak 1万629フィート/3240メートル)
- コービー山 (Coby Peak 1万267フィート/3129メートル)
- アヴァランチ山 (Avalanche Peak 1万566フィート/3221メートル)
- Pyramid Peak (1万497フィート/3199メートル)
- Pelican Cone (9643フィート/2939メートル)
- Castor Peak (1万854フィート/3306メートル)
- Pollux Peak (1万1067フィート/3373メートル)
- Saddle Mountain (1万670フィート/3252メートル)
- Cache Mountain (9596フィート/2925メートル)
- Mount Norris (9936フィート/3028メートル)
- The Thunderer (1万554フィート/3217メートル)
- Abiathar Peak (1万928フィート/3331メートル)
- Prosect Peak
- Overlook Mountain (9321フィート/2841メートル)
- Mount Sheridan (1万308フィート/3142メートル)
- Mount Hancock (1万213フィート/3113メートル)
- National Pake Mountain (7500フィート/2286メートル)
- Mount Holmes (1万336フィート/3150メートル)
- Dome Mountain (9894フィート/3016メートル)
- Antler Peak (1万23フィート/3055メートル)
- Obsidian Cliff (7283フィート/2250メートル)
- Sheepeater Cliff
- Quadrant Mountain (9944フィート/3031メートル)
- Little Quadrant Mountain (9885フィート/3013メートル)
- Bunsen Peak (8564フィート/2610メートル)
- Mount Everts (7841フィート/2390メートル)
- Electric Peak (1万969フィート/3343メートル)

### 川
- イエローストーン川

イエローストーン川本流とその支流には、カットスロートトラウトの固有亜種であるイエローストーン・カットスロートトラウトが生息する。
- スネーク川

スネーク川本流とその支流には、カットスロートトラウトの固有亜種であるスネークリバー・ファインスポッテド・カットスロートトラウトが生息する。
- Lamar River
- Gibbon River
- Lewis River
- Firehole River
- Madison River
- Gallatin River
- Little Firehole River
- Bechler River

### 小川
- Mountain Creek
- Chipmunk Creek
- Miller Creek
- Cache Creek
- Soda Butte Creek
- Pebble Creek
- Slough Creek
- Blacktail Deer Creek
- Tower Creek
- Antelope Creek
- Lava Creek
- Pelican Creek
- LeHardy Rapids
- Chipmunk Creek
- Grouse Creek
- De Lacy Creek
- Nez Perce Creek
- Straight Creek
- Winter Creek
- Indian Creek
- Panther Creek
- Specimen Creek
- Fan Creek
- Grayling Creek
- Gneiss Creek
- Fairy Creek
- Boundary Creek

## 登録基準
1978年に世界遺産第1号として登録された12箇所のうちの1つ。
この世界遺産は世界遺産登録基準のうち、以下の条件を満たし、登録された（以下の基準は世界遺産センター公表の登録基準からの翻訳、引用である）。
- (7) ひときわすぐれた自然美及び美的な重要性をもつ最高の自然現象または地域を含むもの。
- (8) 地球の歴史上の主要な段階を示す顕著な見本であるもの。これには生物の記録、地形の発達における重要な地学的進行過程、重要な地形的特性、自然地理的特性などが含まれる。
- (9) 陸上、淡水、沿岸および海洋生態系と動植物群集の進化と発達において進行しつつある重要な生態学的、生物学的プロセスを示す顕著な見本であるもの。
- (10) 生物多様性の本来的保全にとって、もっとも重要かつ意義深い自然生息地を含んでいるもの。これには科学上または保全上の観点から、すぐれて普遍的価値を持つ絶滅の恐れのある種の生息地などが含まれる。

登録基準に基づく評価内容は以下の通り。
- (7) イエローストーンの並外れた景観の宝物には、世界最大の間欠泉の集合、イエローストーン川のグランドキャニオン、数多くの滝、そして野生動物の大群が含まれる。
- (8) イエローストーンは、地球の進化史を研究し理解するための世界有数の場所である。この公園には、世界でも類を見ないほどの地表地熱活動の集合体、何千もの熱水泉、泥水泉、噴気孔、そして世界の活動中の間欠泉の半数以上が存在するほか、世界最大のカルデラ (45 km x 75 km、27 マイル x 45 マイル) も存在する。また、公園の豊富な化石堆積物には、小さなシダやイグサから大きなセコイアや他の多くの樹木種に至るまで、約 150 種の化石植物が確認されている。
- (9) この公園は、地球の北半球温帯に残る数少ない手つかずの大規模生態系の 1 つである。公園内のすべての植物は、直接管理されることなく、自然な遷移を通じて進化することが許されている。例えば、森林火災が落雷によって発生した場合、火の自然な効果が定期的に発揮されるよう、可能な限り燃え続けるようにすることがよくある。また、公園のバイソンは、かつてグレートプレーンズを覆っていた群れの中で唯一生き残った野生のバイソンであり、公園の他の野生生物とともに最大の魅力の 1 つである。
- (10) イエローストーン国立公園は北米有数の希少な動植物種の保護区となっており、生態系プロセスのモデルとしても機能している。ハイイログマは、世界で最も集中的に研究され、最もよく理解されているクマの個体群の 1 つである。この研究により、生態系の関係の相互依存性についての理解が深まった。公園の動植物、およびそれらの個体数と分布に影響を与える自然プロセスを保護することで、人間の影響を最小限に抑えながら生物の進化を進めることができる。

## この国立公園に由来する物
この国立公園を記念して「イエローストーン・バーボン」と命名されたバーボン・ウイスキーもある。

## イエローストーンがとりあげられた作品
- バルカン (スタートレック)
- タトゥイーン - 『スター・ウォーズ』シリーズに登場する架空の惑星で、当公園がロケ地の一つになった。
- 2012 - イエローストーンで地殻変動のため大噴火が起こり、アメリカ全土に火山灰を降らせた[18]。
- レヴェナント: 蘇えりし者 - 原作の舞台となったのがイエローストーン。ロケも行われた。
- SCP財団 SCP-1422「イエローストーンの怪」